# Carole Meinhart
Carole Meinhart es una deportista estadounidense que compitió en tiro con arco, en la modalidad de arco recurvo. Ganó cinco medallas en el Campeonato Mundial de Tiro con Arco al Aire Libre entre los años 1957 y 1959.

## Palmarés internacional
| Campeonato Mundial al Aire Libre | Campeonato Mundial al Aire Libre | Campeonato Mundial al Aire Libre | Campeonato Mundial al Aire Libre |
| Año                              | Lugar                            | Medalla                          | Prueba                           |
| -------------------------------- | -------------------------------- | -------------------------------- | -------------------------------- |
| 1957                             | Praga (Checoslovaquia)           | Medalla de oro                   | Individual                       |
| 1957                             | Praga (Checoslovaquia)           | Medalla de oro                   | Equipo                           |
| 1958                             | Bruselas (Bélgica)               | Medalla de oro                   | Equipo                           |
| 1958                             | Bruselas (Bélgica)               | Medalla de bronce                | Individual                       |
| 1959                             | Estocolmo (Suecia)               | Medalla de oro                   | Equipo                           |